# Sandra Morgan
Pour les articles homonymes, voir Morgan.
Sandra Anne Morgan, née le 6 juin 1942, est une nageuse australienne spécialiste des courses de nage libre, championne olympique du relais 4 × 100 m nage libre aux Jeux de 1956.
À l'âge de 14 ans et 6 mois, elle est devenue la plus jeune Australienne à remporter un titre olympique. Morgan commence en compétition en 1956 et obtient les sélections olympiques en relais ainsi qu'en 400 m nage libre. Sa présence dans le relais final a suscité une polémique en raison de son inexpérience au haut niveau et son passé parsemé de faux départs. Lors de la finale, elle sort sa tête de l'eau et note l'avance de son adversaire américaine, la menant à faire l'effort pour reprendre la tête à la fin de son passage. L'Australie remporte le relais avec un record du monde. Dans sa seule épreuve individuelle, Morgan termine sixième du 400 m nage libre.
En 1957, elle réalise le triplé 110–220–440 yards nage libre aux Championnats d'Australie en l'absence de ses principales rivales mais à partir de là sa carrière est mise à mal par la maladie et des problèmes de poids. Elle dispute les Jeux de l'Empire britannique et du Commonwealth de 1958 seulement en tant que relayeuse, obtenant la médaille d'or. Pour ses secondes Olympiades en 1960 à Rome, elle ne nage que les séries du relais ; ses coéquipières remportent l'argent en finale. Après sa retraite sportive suivant les Jeux de Rome, elle reste dans le monde de la natation et de l'olympisme en apprenant à des enfants handicapés à nager et en participant à des programmes éducatifs olympiques et à des relais de la flamme olympique. Elle est aussi une ambassadrice de l'Australia Day et est apparue à la télévision dans le cadre de son travail avec des groupes chrétiens.

## Enfance
Sandra Morgan est née à Tamworth, une ville du nord-ouest de la Nouvelle-Galles du Sud, avant de grandir à Punchbowl (en), une banlieue de l'ouest de Sydney. Elle est l'aînée de deux sœurs et un frère. Son père Barrington, un plombier, a nagé dans son enfance, mais le manque d'infrastructures dans l'Australie rurale lui a ôté toute chance de carrière. Par conséquent, il s'est juré de faire de sa fille une championne nationale. Morgan affirme qu'il a été sa source d'inspiration : « Je n'ai pas seulement atteint son ambition, mais je l'ai surpassée en devenant une championne olympique ! ». Morgan cite aussi ses rencontres avec Frederick Lane (premier champion olympique australien) et la championne olympique d'athlétisme Marjorie Jackson-Nelson comme des moments-clé de sa carrière.
Sandra Morgan apprend à nager à Bankstown à l'âge de sept ans. Elle rencontre des difficultés au début, rendant nécessaire le fait de l'attacher à une corde reliée à un bâton tenu par le maître-nageur pour sa sécurité. En raison de son lent apprentissage, Sandra Morgan reçoit le double du nombre de sessions données aux autres apprentis nageurs. À l'âge de huit ans, elle remporte le championnat du district et en 1953, âgée de 11 ans, elle remporte les Championnats des écoles primaires de Nouvelle-Galles du Sud. En février 1956, elle commence un sérieux régime d'entraînement. Son père la met sous le tutorat de Frank Guthrie à Enfield (en). À l'époque, Guthrie est vu comme l'un des meilleurs entraîneurs de l'État ; parmi ses élèves on retrouve Gary Chapman, Kevin O'Halloran et Lorraine Crapp, tous médaillés olympiques aux Jeux olympiques d'été de 1956 ; Crapp est même championne olympique. La mère de Sandra Morgan devait la conduire à Enfield, son père étant occupé par son métier de plombier.

## Sélections nationales
Sous le coaching de Guthrie, Sandra Morgan devient rapidement l'une des nageuses junior les plus rapides de l'État, remportant les courses de 55 et 110 yards nage libre des moins de 14 ans ainsi que celle de 110 yards papillon aux Championnats de Nouvelle-Galles du Sud de 1956. Elle remporte la course junior de 110 yards nage libre aux Championnats d'Australie, malgré deux faux départs. Elle représente ensuite la Marrickville Junior Girls' High School et remporte le championnat national scolaire en 110 yards nage libre.
Bien que ses temps soient parmi les meilleurs du pays, le jeune âge de Morgan l'empêche d'être sélectionnée pour l'équipe d'entraînement olympique. L'Australian Swimming Union (en) l'autorise finalement à rejoindre l'équipe pour s'entraîner à Townsville, mais à ses propres frais. Sa famille ne peut pas s'aligner financièrement, mais une levée de fonds de la part de la communauté de Bankstown lui permet de faire le voyage. S'entraînant aux Tobruk Memorial Baths (en) aux côtés de Crapp, Alva Colquhoun, Faith Leech et Dawn Fraser, Sandra Morgan améliore ses temps. L'équipe nage trois fois par jour, couvrant plus de 16 km. Néanmoins, Morgan n'est pas considérée comme une prétendante sérieuse à la sélection olympique.
Après le camp d'entraînement, des épreuves de sélection ont lieu à Brisbane et Melbourne. Dans les trois courses de 100 m, Morgan termine aux troisième, cinquième et quatrième places, avec comme meilleur temps 1 min 07 s 3. Avec un temps de 5 min 10 s 0, elle se classe troisième de la course de 400 m nage libre derrière Crapp et Fraser. L'Australie a droit a trois représentants à chaque épreuve individuelle, qualifiant ainsi Sandra Morgan pour ses premiers Jeux olympiques. Morgan rate le 100 m nage libre à l'issue duquel Fraser, Crapp and Leech sont sélectionnées. Elle est l'une des six nageuses appelées pour le relais 4 × 100 m nage libre, le premier relais australien à concourir au niveau olympique. Morgan est soumise à la pression des observateurs qui la voient comme le maillon faible de l'équipe.

## Jeux olympiques de 1956
À son arrivée à Melbourne pour les Jeux olympiques d'été de 1956, Sandra Morgan n'est pas assurée d'une place dans le relais final. Fraser et Crapp sont laissées au repos pour les séries le 4 décembre alors que les quatre autres nageuses qualifient l'équipe. Morgan est la plus rapide des Australiennes avec un temps de 1 min 05 s 4, assurant sa place dans le relais final avec Leech. L'Australie se qualifie pour la finale en gagnant la seconde série par 3 s 1. Elles sont 1 s 8 et 2 s 3 plus rapides que l'Afrique du Sud et les États-Unis respectivement, qui ont nagé lors de la première série.

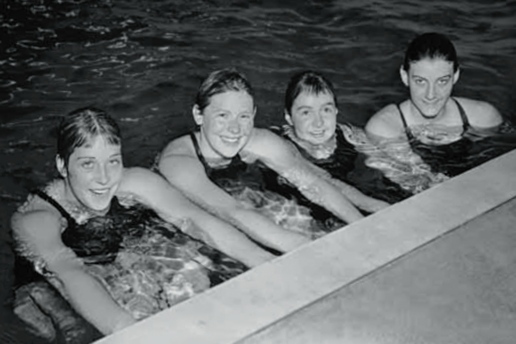
Le relais australien 4 × 100 mètres champion olympique 1956. De gauche à droite : Sandra Morgan, Margaret Gibson, Elizabeth Fraser et Faith Leech.

Les sélections de Leech et Morgan pour la finale du 6 décembre sont sujettes à controverses, étant les deux plus jeunes nageuses de l'équipe et manquant d'expérience au haut niveau. Les deux nageuses n'ont concouru qu'une seule fois au niveau senior australien ; Morgan avait fait deux faux départs aux Championnats d'Australie de 1956, alors que Leech était trop malade pour nager. L'Australie a le statut de favori pour le relais, Fraser, Crapp et Leech finissant aux trois premières places du 100 mètres individuel,, et Fraser et Crapp étant trois secondes plus rapides que n'importe quelle autre nageuse dans le monde.
Le relais australien démarre mal après que Fraser ait failli s'arrêter, pensant à un faux départ après avoir cru entendre un deuxième coup de feu. Elle finit sa longueur en 1 min 04 s 0, presque deux secondes de plus que son record personnel, mais 2 s 3 de plus que la poursuivante américaine Sylvia Ruuska. Leech, la deuxième relayeuse, reste en tête lors des 50 premiers mètres mais ralentit sur la fin terminant sur un temps de 1 min 05 s 1 ; l'avance australienne est donc réduite de 0 s 9. Morgan plonge pour le troisième tour et est alors dépassée par l'Américaine Nancy Simons. À 25 m de la fin, Morgan sort la tête de l'eau (une erreur fondamentale) et voyant l'Américaine une longueur devant, répond immédiatement, regagnant une avance de 0 s 7 avant le dernier changement. Crapp augmente la marge de 2 s 2 pour assurer la victoire australienne avec un record du monde de 4 min 17 s 1,. L'Australie est victorieuse des épreuves individuelles et des relais de 100 m nage libre chez les hommes et les femmes, performance alors seulement réalisée par les Américains en 1920 à Anvers. Ce succès est le seul triomphe olympique australien dans un relais féminin jusqu'aux Jeux olympiques d'été de 2004 à Athènes. La victoire fait de Sandra Morgan la plus jeune championne olympique australienne,.
L'épreuve individuelle de Morgan est le 400 m nage libre. Elle améliore son record personnel de 2 s 3 avec un temps de 5 min 07 s 8 aux séries, soit 0 s 2 de plus que l'Américaine Marley Shriver, qui établit un nouveau record olympique. Ce temps est surpassé plus tard par Fraser et Crapp, mais Morgan est la quatrième finaliste la plus rapide des séries, avec sept secondes d'écart sur la dernière qualifiée. La finale se tient le lendemain de la finale du relais. Morgan est incapable de réitérer sa performance des séries, finissant sixième avec un temps de 5 min 14 s 3, loin de son record personnel. Son temps des séries l'aurait hissé à la quatrième place, à 0 s 7 du podium. Mais elle déclare : « J'étais si heureuse d'avoir atteint la finale d'une épreuve individuelle des Jeux olympiques, puisque c'était ma première apparition dans une compétition senior »,.
À son retour dans la Ville de Bankstown, Morgan est accueillie par la municipalité et se voit offrir une montre en or et une adhésion à vie à la piscine de Bankstown. Néanmoins, son séjour au village olympique a donné lieu à un nouveau problème. Elle apprécie tellement la nourriture qu'elle prend 9,5 kg, et mesure 1,70 m pour 76,2 kg. C'est le début d'un problème de poids chronique.

## Fin de carrière
Après les Jeux olympiques, Crapp et Fraser font une pause dans leur carrière sportive tandis que Leech prend sa retraite. Ceci donne à Morgan une ouverture et elle remporte les titres junior et open aux Championnats de natation de Nouvelle-Galles du Sud de 1957. Elle remporte ensuite trois titres individuels aux Championnats d'Australie à Canberra ; les 110 yards, 220 yards et 440 yards nage libre, avec des temps respectifs de 1 min 07 s 8, 2 min 29 s 3 et 5 min 21 s 6, des temps moins bons que ceux de 1956. Elle fait partie de l'équipe de Nouvelle-Galles du Sud qui remporte les relais 4 × 100 yards nage libre et quatre nages, étant la première à se jeter à l'eau dans les deux quartettes.
En 1958, Crapp et Fraser font leur retour en compétition tandis qu'Ilsa Konrads s'affirme de plus en plus. Aux Championnats d'Australie, Morgan termine troisième des courses de 110 yards et 440 yards nage libre ; Fraser remporte les deux courses et Crapp et Konrads terminent deuxièmes des courses de 110 yards et 440 yards nage libre respectivement. Morgan est sélectionné pour les Jeux de l'Empire britannique et du Commonwealth de 1958 à Cardiff (Pays de Galles) mais seulement pour le relais 4 × 110 yards nage libre. Avec Fraser, Crapp et Konrads, elle bat le record du monde pour cette épreuve en mars à Sydney avec un temps de 4 min 18 s 9. Aux Jeux de l'Empire, Fraser, Crapp, Morgan et Colquhoun améliorent le record du monde avec un temps de 4 min 17 s 4 pour remporter l'or,.
Après les Jeux de l'Empire, l'équipe australienne retourne au pays via la France, l'Autriche, l'Allemagne, les Pays-Bas, l'Italie et Singapour pour une série de compétitions. Morgan réalise ses meilleures performances en France et aux Pays-Bas, en terminant troisième des courses de 400 mètres nage libre. En 1959, elle obtient une troisième place en 440 et 880 yards nage libre aux Championnats d'Australie. Sa carrière est ensuite interrompue par une bronchite, qui se complique en une bronchopneumonie. La maladie la force à prendre une pause de longue durée. Ses problèmes à la poitrine persistent lors de son retour aux Championnats d'Australie de 1960, se plaçant à la troisième place des courses de 220 yards et de 440 yards nage libre et cinquième du 110 yards nage libre. Elle se qualifie pour les Jeux olympiques d'été de 1960 à Rome en tant que membre du relais 4 × 100 m nage libre. Elle nage la première longueur des séries, faisant un temps de 1 min 05 s 5, donnant à l'Australie une avance de 1 s 0. Les Australiennes mènent à chaque changement de nageuse, remportant finalement sa série par cinq secondes, les qualifiant pour la finale. Néanmoins, Morgan est la plus lente du quartette australien et est mise de côté alors que Fraser et Konrads sont intégrées à l'équipe pour la finale, où l'Australie est médaillée d'argent. Selon les règles de l'époque, les nageurs des séries ne reçoivent pas de médailles s'ils ne participent pas à la finale,. Souffrant de douleurs chroniques à la poitrine, Morgan met un terme à sa carrière sportive en décembre 1960.

## Après la compétition
Sandra Morgan épouse George Beavis en 1965 avec lequel elle a trois filles, qui connaissent toutes des victoires en natation au niveau scolaire et local. Après son mariage, elle vit dans les villes de Griffith et d'Orange pendant six ans avant de retourner à Sydney. Elle s'essaie au métier d'entraîneur, mais trouve la compétition non attractive et devient institutrice. En 1978, elle commence à apprendre à nager à des enfants handicapés dans sa piscine, et reçoit une subvention du gouvernement pour poursuivre son travail. Elle tient ensuite une école de natation à Bonnet Bay (en) pendant 15 ans et travaille à la Bates Drive Special School. Plus tard, Morgan se bat avec succès contre un lupus érythémateux disséminé, et réside désormais dans le Comté de Sutherland au sud de Sydney.
Chrétienne pratiquante, Morgan travaille en tant qu'oratrice à des reunions pour la Seasons Christian Women's Conference,. De janvier 1996 jusqu'au milieu de l'année 1999, elle vit à Kuala Lumpur en Malaisie, avec son mari qui a été muté sur place par son employeur. Durant cette période, Morgan travaille en tant qu'enseignante de la Bible. Elle apparaît aussi dans Face to Face, un talk-show chrétien sur la chaîne de télévision Network Ten.
En 1995, Morgan entre au Hall of Champions du State Sports Centre et au Path of Champions du Sydney Olympic Park Aquatic Centre. Elle s'engage dans des programmes éducatifs destinés à promouvoir le mouvement olympique dans les écoles et aide à lever des fonds pour le Comité olympique australien. En 2000, Morgan se voit attribuer par le gouvernement australien la médaille australienne des Sports pour sa contribution aux Jeux olympiques d'été de 2000 tenus à Sydney et ses performances sportives,,,. Elle a l'occasion de porter la flamme olympique lors de ses passages en Australie en 2000 et 2004. Morgan est une ambassadrice de l'Australia Day, voyageant dans les villes de province pour promouvoir les célébrations annuelles,,.